# Dálniční most přes Labe u Poděbrad
Dálniční most přes Labe u Poděbrad (často označován jako lanový most) je dálniční přemostění Labe ve Středočeském kraji, v okrese Nymburk, nedaleko Poděbrad, přibližně na 42. kilometru dálnice D11 (tzv. Hradecká dálnice), mezi křižovatkami (exity) Poděbrady-jih a Poděbrady-západ, přičemž tato druhá křižovatka se zejména ve směru na Hradec Králové nachází v bezprostřední blízkosti mostu a odbočovací pruh (resp. připojovací v opačném směru) je součástí mostu. Úsek dálnice 1103 Třebestovice – Libice nad Cidlinou a s ním tedy i tento most byl uveden do provozu 2. listopadu 1990 a sjezdem Poděbrady-západ (km 42) zde dálnice až do prosince 2006 končila.
Z hlediska konstrukce se jedná o zavěšený most, tedy most zavěšený na lanech a právě provedení pavučiny táhel a lan dávají tomuto mostu (zejména při bočním pohledu) jeho charakteristický vzhled. Most byl vyprojektován brněnským střediskem Dopravních staveb Olomouc, v čele s Jiřím Stráským. Zavěšený most má tři pole o délce 61, 123 a 61 metrů a dva 28 metrů vysoké pylony. Oba směry dálnice jsou vedeny po jedné mostní konstrukci, která je zavěšena na těchto dvou jednosloupových pylonech umístěných nad vnitřními podpěrami uprostřed mostní stavby. Lana se od pylonů rozbíhají k mostovce ve čtyřikrát 22 dvojicích (každý pylon tedy 88 lan, celkem 176 lan). Kromě zatížení dálničním provozem byl základní požadavek na most, aby nebránil lodní dopravě po Labi. 
Dálniční most u Poděbrad je konstrukce nového typu, která v porovnání s klasickými betonovými mosty stejného rozpětí šetří až 30 % betonu a oceli. To si ovšem vyžádalo řadu konzultací s mnoha pracovišti, protože statické řešení bylo náročnější a obtížnější. Všechny požadavky vyplývající z dálničního provozu a lodní dopravy na Labi se však podařilo splnit, současně bylo také vytvořeno estetické dílo, které zapadá  do krajiny.

## Okolí mostu
V bezprostředním okolí mostu a dálniční křižovatky Poděbrady-západ se rozkládá národní přírodní rezervace Libický luh, která je také součástí evropské sítě Natura 2000. Je to největší (s ochranou zónou kolem 500 hektarů) souvislá oblast lužních lesů v Čechách (ekosystém rezervace byl nepříznivě ovlivněn jak výstavbou dálnice, tak tím, že řadu let zde dálnice a veškerý dálniční provoz končily). Na jihu NPR Libický luh zasahuje až k obci Velký Osek, kde se nachází další, menší přírodní rezervace Tonice-Bezedná. 
Pouhých asi 450 metrů severně od mostu (po proudu Labe) leží soutok řek Labe a Cidliny. U soutoku Labe s Cidlinou je také zastávka č. 5 naučné stezky Skupice – Huslík, která vede od Poděbrad k Cidlině (a částečně jinou trasou zpět). Tato naučná stezka seznamuje převážně s flórou a faunou lužního lesa, ale také s řekami Labe a Cidlina a jejich okolím. Nedaleko od severního resp. pravého břehu Cidliny, asi 1,25 kilometru severozápadně vzdušnou čarou od dálničního mostu se nachází národní kulturní památka, archeologická památková rezervace a památník Slavníkovské hradiště u Libice nad Cidlinou. 
Pokud po dálničním mostu pojedeme ve směru od Hradce Králové na Prahu a za mostem z dálnice sjedeme na nejbližší křižovatce Poděbrady-jih, odbočíme na Kolín, po asi 700 metrech zaparkujeme u autobusové zastávky Oseček, v lese a dále budeme pokračovat pěšky asi 500 metrů přibližně východním směrem (tedy zhruba rovnoběžně s D11 a směrem k dálničnímu mostu), narazíme na přírodní památku Písečný přesyp u Osečka. Vzdušnou čarou je to odsud k mostu asi 1,6 kilometru.

## Fotogalerie

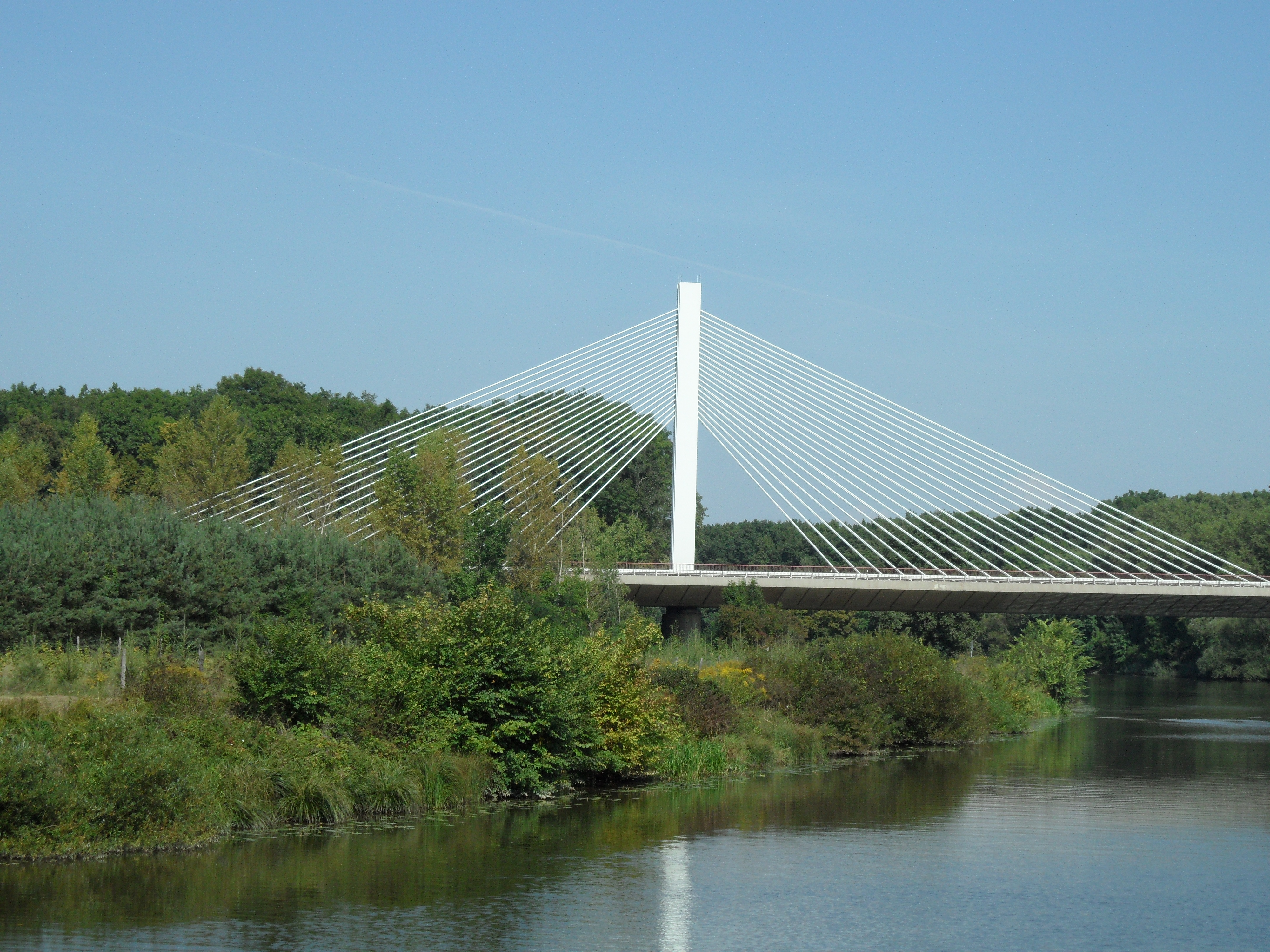
Levý pylon (po proudu)
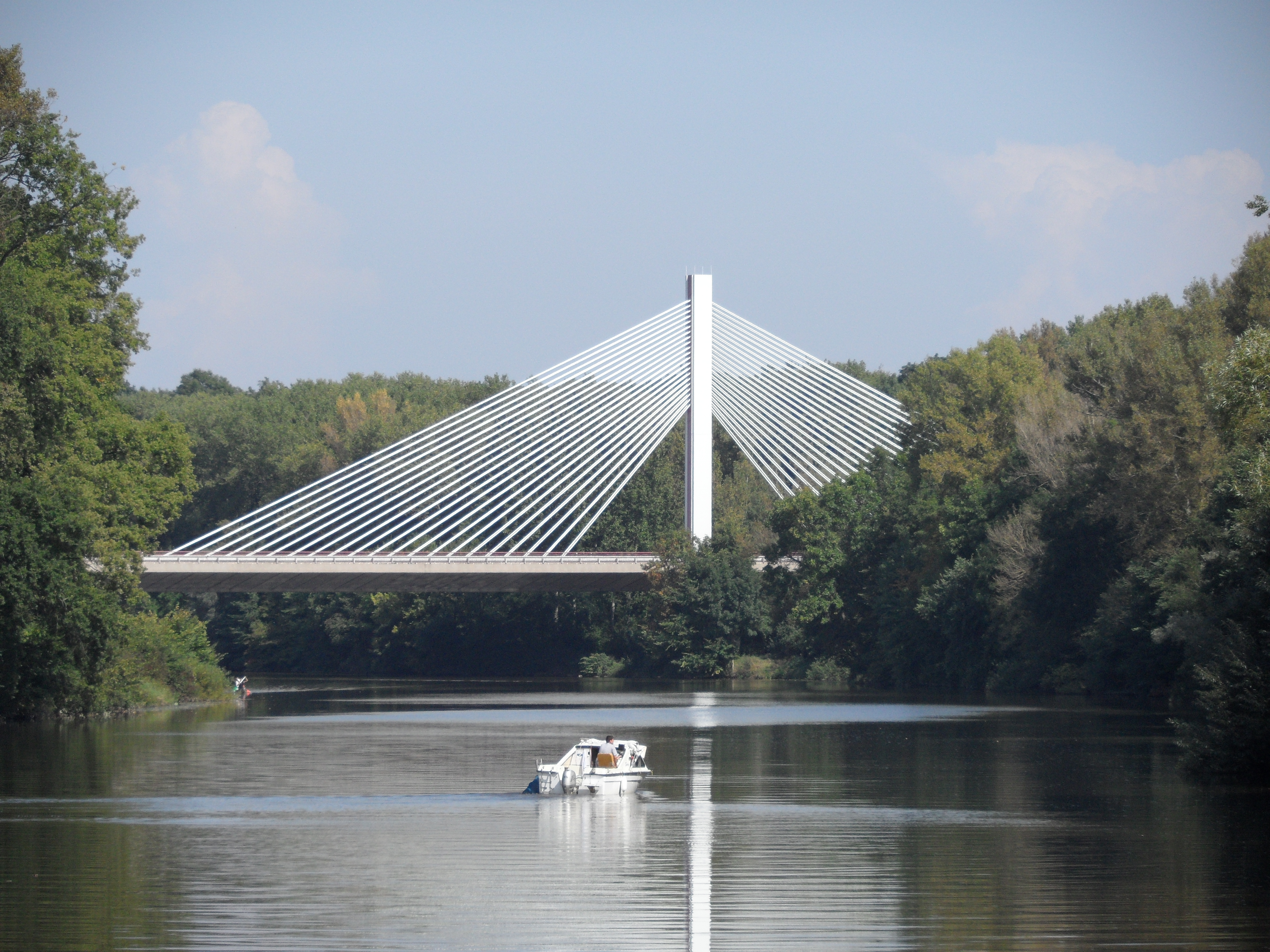
Pravý pylon (po proudu)
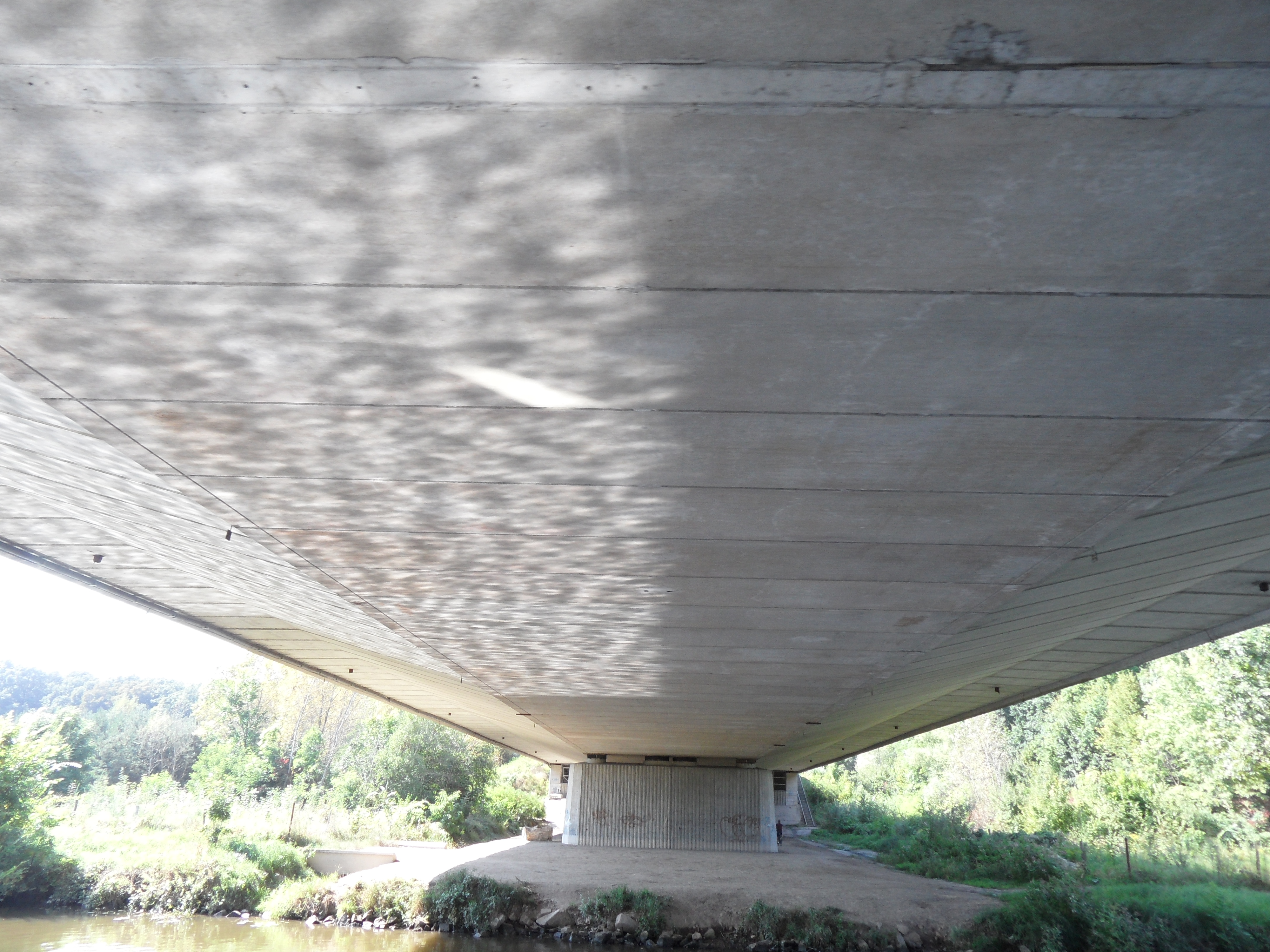
Osový podhled